# بلک (ترانه جی دراگون)
«بلک» (انگلیسی: Black) ترانه‌ای از رپر اهل کره جنوبی، جی دراگون از گروه بیگ بنگ است. در ابتدا دو ورژن از این ترانه منتشر شده است: ترانه اول با همکاری جنی از گروه بلک‌پینک خواننده و رپر اهل کره جنوبی و دیگری با همکاری خواننده ترانه‌پرداز آمریکایی اسکای فریرا است. ورژن ژاپنی این ترانه با همکاری پارک بوم از گروه توانی‌وان است.

## جدول‌ها
| جدول (۲۰۱۳)                     | بهترین جایگاه |
| ------------------------------- | ------------- |
| کره جنوبی (گائون)               | ۲             |
| کره جنوبی (۱۰۰ آهنگ داغ کی-پاپ) | ۳             |

| جدول (۲۰۱۳)                                  | بهترین جایگاه |
| -------------------------------------------- | ------------- |
| فروش جهانی ترانه‌های دیجیتال آمریکا (بیلبورد) | ۱۰            |

| جدول (۲۰۱۳)       | بهترین جایگاه |
| ----------------- | ------------- |
| کره جنوبی (گائون) | ۵             |

| جدول (۲۰۱۶)                     | جایگاه |
| ------------------------------- | ------ |
| دانلود کره جنوبی (گائون)        | ۷۰     |
| استریم کره جنوبی (گائون)        | ۵۴     |
| کره جنوبی (۱۰۰ آهنگ داغ کی-پاپ) | ۶۸     |